# Université de Leipzig
L'université de Leipzig, située dans le land de Saxe, est l'une des plus anciennes universités d'Allemagne.

## Histoire
En 1409, par le décret de Kuttenberg, le roi des Romains Venceslas donnait la primauté aux Tchèques sur les Allemands. Mécontents, les Allemands quittèrent alors Prague pour Leipzig, et obtinrent des landgraves Frédéric Ier de Saxe et Guillaume II de Misnie la fondation d’une nouvelle université. À l’origine, elle comptait quatre facultés ; on en trouve maintenant quatorze, avec environ 29 000 étudiants, ce qui en fait la deuxième université de Saxe. Elle est en activité sans interruption depuis bientôt six siècles, et rassemble aujourd'hui plus de 150 départements, pour 190 programmes de formations débouchant notamment sur de nombreux masters et certificats d'aptitudes à l'enseignement. L'université de Leipzig est notamment réputée pour sa faculté de médecine.

## Bibliothèque

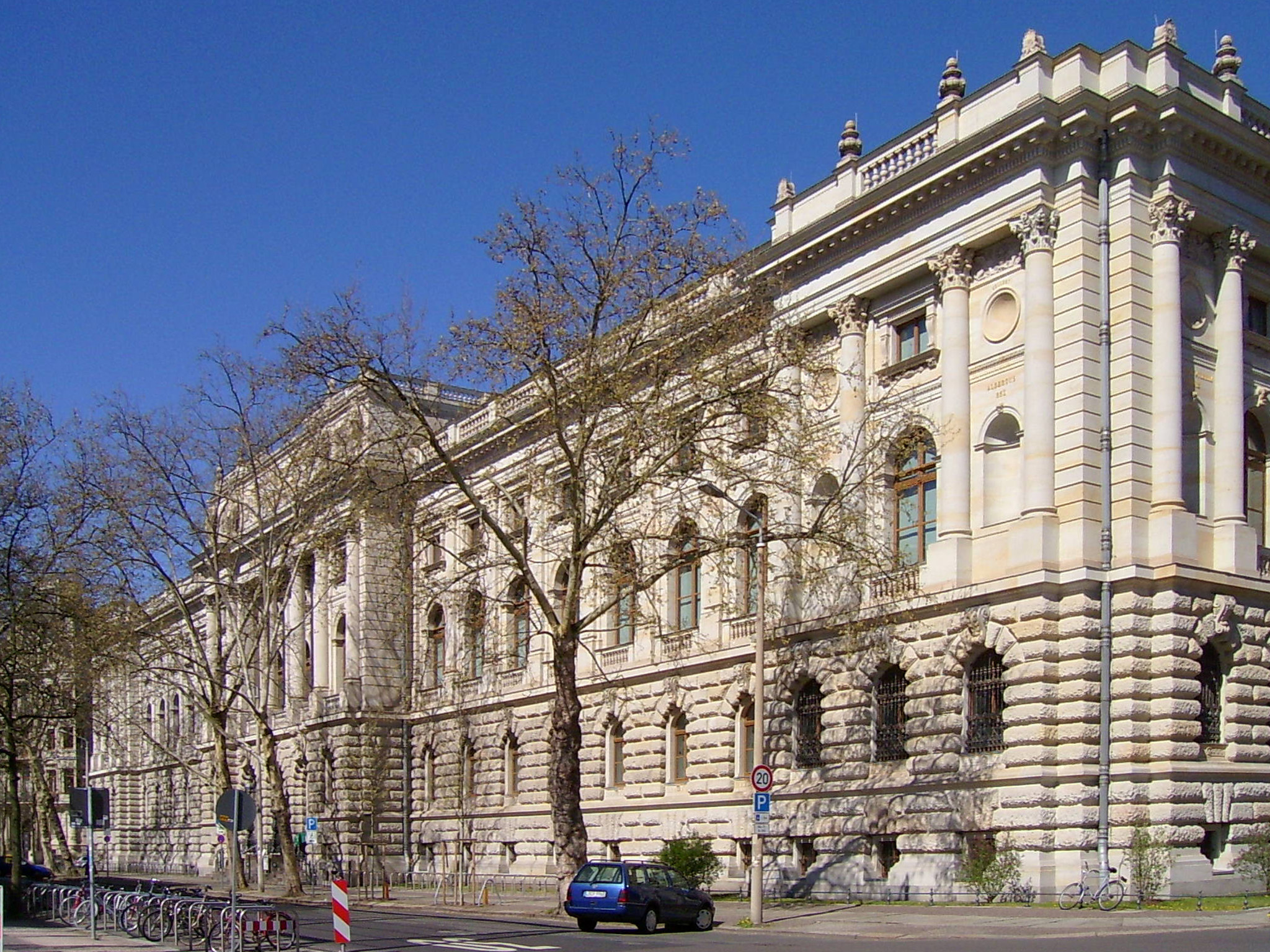
« Bibliotheca Albertina » de l'université.

La bibliothèque universitaire de Leipzig a été créée en 1543. C'est l'une des plus anciennes bibliothèques universitaires allemandes, et elle sert de source d'information pour l'université de Leipzig comme en général pour le public de la région. Ses très riches collections historiques et spécialisées sont nationalement et internationalement reconnues. La bibliothèque comprend le bâtiment principal Bibliotheca Albertina et quarante annexes situées près de leurs institutions académiques respectives. Le fonds courant compte 5 millions de volumes et environ 7 700 périodiques. Les collections comportent d'importants manuscrits médiévaux et modernes, ainsi que des incunables, papyrus, autographes, ostraca et médailles. Le Codex Apel, un manuscrit de musique du XVIe siècle, est actuellement conservé à la bibliothèque de Leipzig.

## Personnalités liées

### Professeurs
- Alexander Alesius (1500-1565), théologien.
- Christian Daniel Beck (1757-1832) philologue. Il fut doyen et recteur de l'université
- Philipp August Becker, (1862-1947), philologue
- Ernst Bloch philosophe
- Peter Debye physicien
- Paul Flechsig neurologue
- Christian Fürchtegott Gellert théologien et poète
- Johann Christoph Gottsched philologue
- Christian Gottlieb Haubold professeur de droit (1789-1824)
- Christian August Hausen, mathématicien, physicien et astronome, (1693-1743). Il fut recteur de l'université
- Werner Heisenberg physicien (1927-1941)
- Gustav Ludwig Hertz physicien
- Felix Klein mathématicien (1880-1886)
- Wilhelm Maurenbrecher historien (1838-1892)
- August Ferdinand Möbius mathématicien
- Jakob Neubauer rabbin (1895-1945)
- Wilhelm Ostwald chimiste
- Sin-Itiro Tomonaga physicien
- Georg Voigt historien
- B. van der Wærden, mathématicien (1931-1945)
- Katja Werthmann, (né 1964) ethnologue allemande, Ethnologue africaniste
- Christoph Wolle théologien (1700-1761)
- Wilhelm Wundt psychologue

### Étudiants
- Georgius Agricola, lettres (1514-1518), médecine (1521-1522)
- Irene Diet (1959-), anthroposophe allemande
- Johann Wolfgang von Goethe, lettres, droit (1765-1768)
- Carl Heinrich Heineken, historien de l'art allemand (1706-1791)
- Johan Huizinga, langues indo-européennes
- Heinrich Jasper (1875-1945), droit
- Ernst Jünger, zoologie et philosophie (1923 et suiv.)
- Erich Kästner, histoire, philosophie, littérature allemande, art dramatique (1919-1925)
- Friedrich Gottlieb Klopstock, poète allemand
- Karl Lachmann, littérature (1809-1812)
- Gottfried Wilhelm Leibniz, philosophie (1661-1663)
- Karl Liebknecht, droit, économie politique, histoire, philosophie (1890-1893)
- Gottfried Ludovici, théologie (1690-1691)
- Angela Merkel, chancelière fédérale d’Allemagne, y est étudiante en physique (1973-1978)
- Enrique Moles, chimie (1811 et 1818)
- Thomas Müntzer, théologie (1506 et suiv.)
- Friedrich Nietzsche, philologie (1865-1869)
- Novalis, droit, philosophie, mathématiques (1791-1794)
- Sextil Puscariu, philosophie (1895-1899)
- Helias Putschius, philologie (1602-1604)
- Ferdinand de Saussure, langues indo-européennes
- Micolaj Sep Szarzynski, probablement théologie (1550-1581)
- Kurt Schumacher, droit, économie (1915-1917)
- Robert Schumann, droit (1828 et suiv.)
- Edward Teller, physique théorique (1928-1930)
- Richard Wagner, musique (1831 et suiv.)